# Казаринов, Дмитрий Васильевич
Дмитрий Васильевич Казаринов — советский хозяйственный, государственный и политический деятель, Герой Социалистического Труда.

## Биография
Родился 7 ноября 1924 году в деревне Каржень Можайского уезда. Член КПСС.
Участник Великой Отечественной войны. С 1947 года — на хозяйственной, общественной и политической работе. В 1947—1985 гг. — рабочий предприятий ВПК в городе Москве, токарь завода № 67 имени С. К. Тимошенко в посёлке Балагуша Московской области, токарь-расточник завода опытного вооружения № 134 Министерства общего машиностроения СССР.
Указом Президиума Верховного Совета СССР от 26 июля 1966 года присвоено звание Героя Социалистического Труда с вручением ордена Ленина и золотой медали «Серп и Молот».
Делегат XXIV съезда КПСС.
Умер в 2003 году. Прах захоронен на Николо-Архангельском кладбище.